# Église Notre-Dame du Sacré-Cœur de Valenciennes
Pour les articles homonymes, voir Notre-Dame du Sacré-Cœur (homonymie).
L'église Notre-Dame du Sacré-Cœur est une église située dans le faubourg de Paris à Valenciennes.

## Historique
L'église est à l'origine la salle de patronage Sainte-Jeanne-d'Arc, elle est aménagée en 1980 en église pour remplacer l'ancienne église Notre Dame du Sacré-Cœur démolie à la suite de son affaissement et en 1987, la ville de Valenciennes fait construire un campanile pour y mettre les cloches de l'ancienne église.